# Kendall (Floryda)
Kendall – miejscowość spisowa (obszar niemunicypalny) w Stanach Zjednoczonych, w stanie Floryda, w hrabstwie Miami-Dade.
Z Kendall pochodzi JD Natasha, amerykańska piosenkarka.